# Třída Principe Amedeo
Třída Principe Amedeo byla třída bateriových obrněných lodí Italského královského námořnictva. Celkem byly postaveny dvě jednotky této třídy. Ve službě byly v letech 1874–1900. Byly to první italské obrněné lodě kompletně postavené italskými loděnicemi. Jejich stavba však trvala plných 10 let. Zároveň to byly poslední italské obrněné lodě, jejichž konstrukce byla částečně dřevěná, a zároveň poslední italské obrněné lodě, které měly kompletní oplachtění.

## Stavba
Plavidla navrhl italský konstruktér Giuseppe De Luca. Celkem byly postaveny dvě jednotky této třídy. V letech 1864–1875 je postavily italské loděnice Castellamare di Stabia a Arsenale di La Spezia.
Jednotky třídy Principe Amedeo:
| Jméno           | Loděnice               | Založení kýlu | Spuštěna                    | Vstup do služby   | Poznámka |
| --------------- | ---------------------- | ------------- | --------------------------- | ----------------- | --- |
| Palestro        | Arsenale di La Spezia  | srpen 1865    | 30. září (či 2. října) 1871 | 11. července 1875 | V letech 1889–1894 velitelská loď v La Maddalena, následně cvičná loď v La Spezia. Vyřazena 1900. Sešrotována.        |
| Principe Amedeo | Castellamare di Stabia | srpen 1865    | 15. ledna 1872              | 15. prosince 1874 | Od roku 1888 velitelská loď v Tarentu. Vyřazena 1895. Do roku 1910 využívána jako plovoucí sklad munice. Sešrotována. |

## Konstrukce

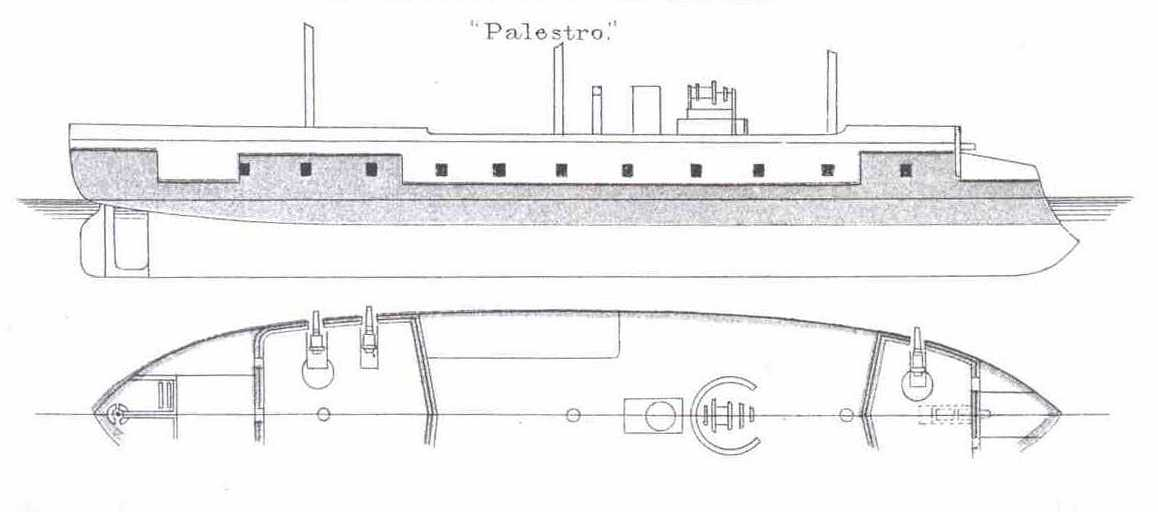
Základní uspořádání třídy

Plavidla měla trup postavený z kombinace dřeva a železa, chráněný bočním železným pancířem. Vnitřní uspořádání obou plavidel se lišilo. Zatámco Principe Amedeo měl výzbroj soustředěnou v jedené pancéřované kasematě, na palubě Palestra byla rozdělena do tří menších kasemat. V obou případech kasematy obsahovaly šest 254mm kanónů Armstrong, přičemž výzbroj doplňoval ještě jeden 279mm kanón Armstrong umístěný na přídi jako stíhací dělo. Pohonný systém tvořilo šest kotlů a šestiválcový parní stroj o výkonu 6117 hp, pohánějící jeden lodní šroub. Nejvyšší rychlost dosahovala 12,2 uzlu (Palestro: 12,85 uzlu). Dosah byl 1780 námořních mil při rychlosti 10 uzlů. Pomocnou roli hrály plachty. Obě plavidla měla takeláž barku.